# Baila mi corazón
«Baila mi corazón» es el primer sencillo del álbum Fantasía Pop, de la banda mexicana de pop electrónico, Belanova.
El sencillo fue lanzado de manera simultánea en México, Estados Unidos, Centroamérica, Colombia, Chile, Argentina y España el día 2 de julio de 2007 a las 9:00 a. m. por medio de la cadena de radio Los 40 Principales.

## Posicionamiento
| Listas (2007)                    | Posición     |
| -------------------------------- | ------------ |
| México Top 100                   | 1(3 semanas) |
| Mexican Descargas Digitales      | 1            |
| México Descargas Digitales Pop   | 1            |
| Colombia Top 100                 | 4            |
| Chile Top 100                    | 36           |
| Ibero-America Top 100            | 12           |
| Top Latino                       | 3            |
| U.S. Billboard Latin Pop Airplay | 8            |
| U.S. Billboard Hot Latin Tracks  | 17           |
| Euro 200                         | 141          |

## Videoclip
El video muestra un concepto de fantasía, y todos los paisajes están hechos de origami.